# Шарнут
Шарну́т (калм. Шарнуд) — поселок в Сарпинском районе Калмыкии, центр Шарнутовского сельского муниципального образования.

## География
Посёлок Шарнут расположен на западе Сарпинского района, на Ергенинской возвышенности в долине реки Аксай Курмоярский в 64,5 километрах к западу от села Садовое (районный центр).

## Этимология
Название посёлка происходит от этнонима «шарнут». Происхождение шарнутов до конца не выяснено. по одной из версий, их происхождение связано с лошадью жёлтой масти (от калм. Шар — жёлтый). Шарнуты вместе с чоносами составляли Шарнут-Чоносовский аймак Малодербетовского улуса. Согласно преданию, шарнутовские чоносы являются выходцами из Багачоносовского аймака Манычского улуса.

## История
Населённый пункт впервые отмечен на карте Европейской России 1871 года как зимовье "Шажутовского-Ченусовского рода" (так в источнике)
В Шарнут-Чоносовском аймаке действовал хурул «Раши-Чойлин». В 1910 году в Шарнут-Чоносовском аймаке была открыта школа.
В 1931 году Шарнут-Чоносовский хурул был закрыт. Перед депортацией на территории Шарнутского сельсовета действовали колхозы имени Сталина и имени Чкалова. В соответствии с указом Президиума Верховного Совета РСФСР от 27 декабря 1943 года «О ликвидации Калмыцкой АССР и образовании Астраханской области в составе РСФСР» Калмыцкая АССР была упразднена, территория Сарпинского района (в том числе территория Шарнутского сельсовета) отошла к Сталинградской области. Колхозы, действовавшие в Шарнуте, были объединены в совхоз № 7 «Донбасс». В 1955 году указом Президиума Верховного Совета РСФСР с центром в посёлке Шарнутовский был образован Степновский сельсовет (совхоз «Степной»).

## Население
| 2002 | 2010  |
| ---- | ----- |
| 1202 | ↘1130 |

Национальный состав
Согласно результатам переписи 2002 года большинство населения посёлка составляли калмыки (66 %) и русские (31 %)

## Экономика
В Шарнуте действует одно из крупнейших хозяйств республики - СПК "Степной". Так, в 2011 году валовый сбор зерна в СПК составил более 16 000 тонн (лучший результат в Сарпинском районе). Функционирует мини-пекарня

## Социальная сфера
В посёлке действуют средняя школа, детский сад, офис врача общей практики, дом культуры, сельская библиотека.

## Достопримечательности
Ступа Просветления. Открыта 27 июня 2010 года. Субурган расположен на возвышении, близ посёлка, в местечке Гурвн Толга